# Joe Cilia
Joe Cilia (1937. október 22. – Msida, 2017. augusztus 5.) válogatott máltai labdarúgó, hátvéd, edző.

## Pályafutása

### Klubcsapatban
1955–56-ban a Rabat Ajax, 1956 és 1965 között a Valletta FC labdarúgója volt. 1965-ben az ausztrál Melita Eagles játékos-edzője lett. Hazatérése után 1971 és 1973 között ismét a Valetta csapatában szerepelt. 1958-ban és 1964-ben Az év máltai labdarúgójának választották.

### A válogatottban
1957 és 1969 között kilenc alkalommal szerepelt a máltai válogatottban.

### Edzőként
1983 és 1985 között a Valletta FC, 1985–86-ban a Rabat Ajax, 1989 és 1992 között a Hibernians FC vezetőedzője volt.

## Sikerei, díjai

### Játékosként
- Az év máltai labdarúgója (1958, 1964)

 Valletta FC
- Máltai bajnokság
  - bajnok (3): 1958–59, 1959–60, 1962–63
- Máltai kupa
  - győztes (2): 1960, 1964

### Edzőként
Valletta FC
- Máltai bajnokság
  - bajnok: 1983–84

 Rabat Ajax FC
- Máltai bajnokság
  - bajnok: 1985–86
- Máltai kupa
  - győztes: 1986